# 芒维约
芒维约（法語：Manvieux，法語發音：[mɑ̃vjø] ⓘ）是法国卡尔瓦多斯省的一个市镇，属于巴约区。

## 地理
芒维约（49°20'13"N, 0°39'17"W）面积2.82 平方千米，位于法国诺曼底大区卡爾瓦多斯省，该省份为法国西北部沿海省份，北濒大西洋英吉利海峡，东北与滨海塞纳省以海上边界相接，东临厄尔省，南至奧恩省，西与芒什省接壤。
与芒维约接壤的市镇（或旧市镇、城区）包括：滨海隆格、贝桑地区马尼、滨海特拉西。

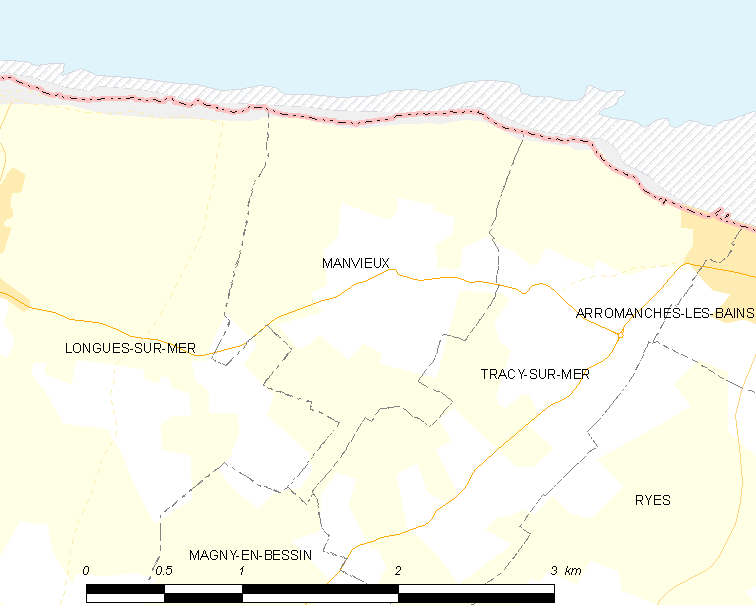
芒维约的OSM定位图

芒维约的时区为UTC+01:00、UTC+02:00（夏令时）。

## 行政
芒维约的邮政编码为14117，INSEE市镇编码为14401。

## 政治
芒维约所属的省级选区为巴约县。

## 人口

1962-2008年间芒维约人口变化图示

芒维约于2022年1月1日时的人口数量为136人。